# Partie naslepo

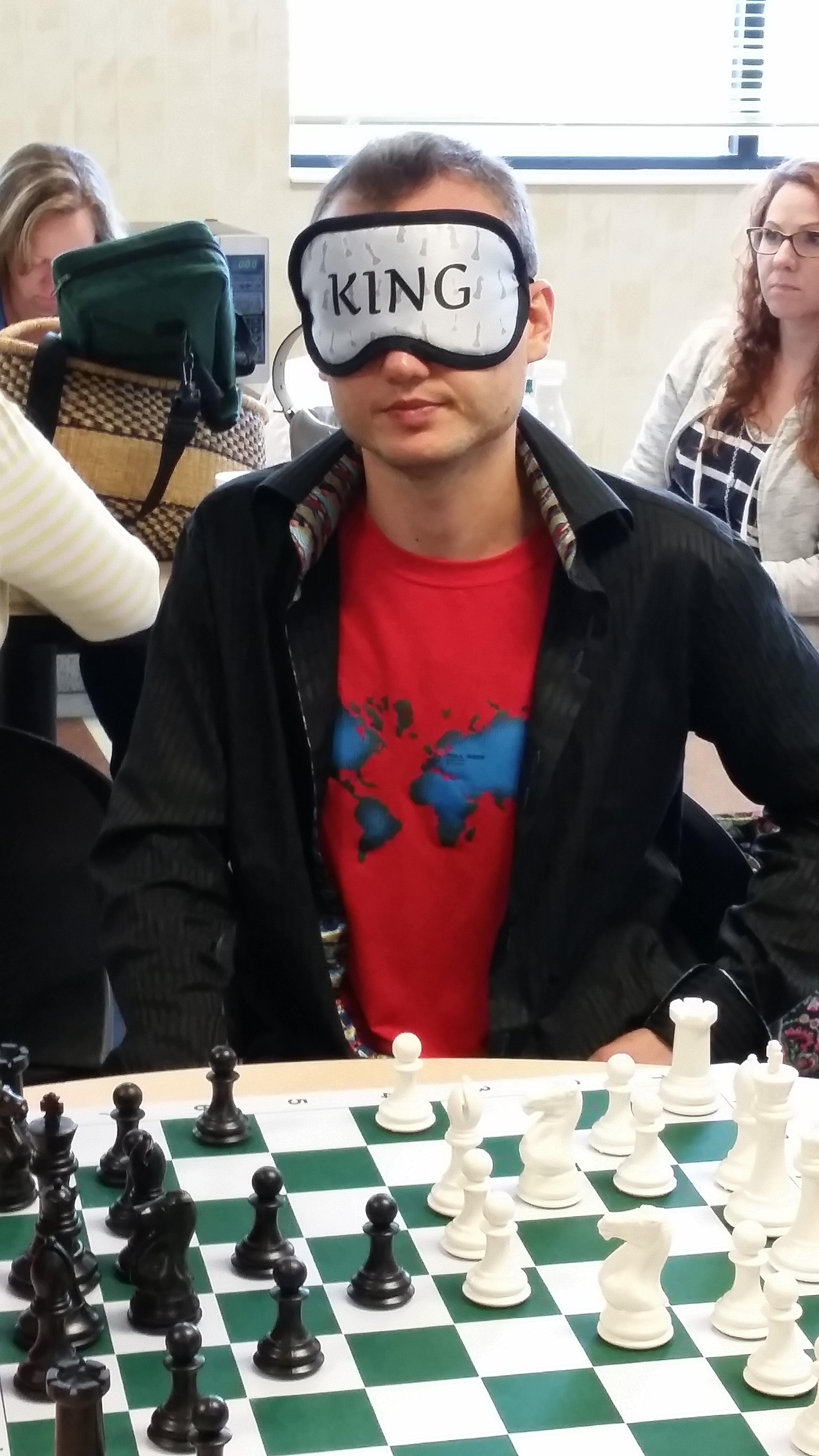
Názorná ukázka hry

Partie naslepo je způsob hraní šachové partie. Hráč hraje svou hru bez šachovnice. Nemá ani žádný jiný způsob, kterým by zaznamenával nebo znázorňoval postavení figur na šachovnici. Informace o tazích si hráči sdělují pouze pomocí šachové notace. Každý silný hráč je schopen tímto způsobem hrát alespoň jednu partii. Jsou i hráči, kteří dokáži na slepo hrát několik partií současně. 

## Historie
První historicky doložený hráč, který ovládal hru naslepo, byl Sa‘id bin Jubair (asi 665 – asi 714), původem z Afriky, povoláním soudce.
Když roku François-André Danican Philidor 1745 sehrál jako první na světě současně dvě vítězné partie naslepo, zařadili osvícenští encyklopedisté Denis Diderot a Jean Baptiste le Rond d'Alembert tuto událost do svých spisů.